# Paul Southwell
Pour les articles homonymes, voir Southwell (homonymie).
Paul Southwell, né le 18 juillet 1913 et décédé le 18 mai 1979, est un homme politique christophien et de Dominique, qui occupe plusieurs postes avant de devenir Premier ministre de Saint-Christophe-et-Niévès à deux reprises, du 1er janvier 1960 à juillet 1966 et du 23 mai 1978 au 18 mai 1979, date de sa mort.

## Biographie
Fils de Joseph et Amelia Southwell, Paul Southwell est né le 18 juillet 1913 en Dominique (pays). En 1938, il rejoint les forces de polices des Îles Leeward, au Nord des Petites Antilles et sert sur l'île d'Antigue, Montserrat, Saint-Christophe-et-Niévès et Anguilla jusqu'en 1944.
En 1944, il devient employé dans une usine de sucre, aujourd'hui appelée Saint Kitts Sugar Manufacturing Corporation, dans la ville de Basseterre jusqu'en 1948. Il rejoint ensuite le St. Kitts and Nevis Trades and Labour Union et la Nevis Workers League (Actuel parti travailliste de Saint-Christophe-et-Niévès) dont il le vice-président de 1946 à sa mort.
Élu au Conseil législatif de Saint-Christophe-et-Niévès et d'Anguilla en 1952, il est ensuite au Conseil exécutif en 1955 où il occupe le poste de Premier Secrétaire de la communication et du travail en 1956. En 1960, il devient le premier Chief minister de Saint-Christophe-et-Niévès et d'Anguilla. Il est, plus tard, nommé vice-président, ministre des finances, du commerce, du développement, de l'industrie et du tourisme sous les gouvernements de Robert Bradshaw, entre 1967 et 1978 et occupe le poste de Premier Ministre après le décès de ce dernier, le 23 mai 1978.
Southwell meurt moins d'un an plus tard, le 18 mai 1979 à Castries, alors qu'il est en train d'assister à un meeting du West Indies Associated States Council of Ministers pour parler de la formation de l'Organisation des États de la Caraïbe orientale.

## Source
- (en) Cet article est partiellement ou en totalité issu de l’article de Wikipédia en anglais intitulé « Paul Southwell » (voir la liste des auteurs).